# دارکوب کوتوله ژاپنی

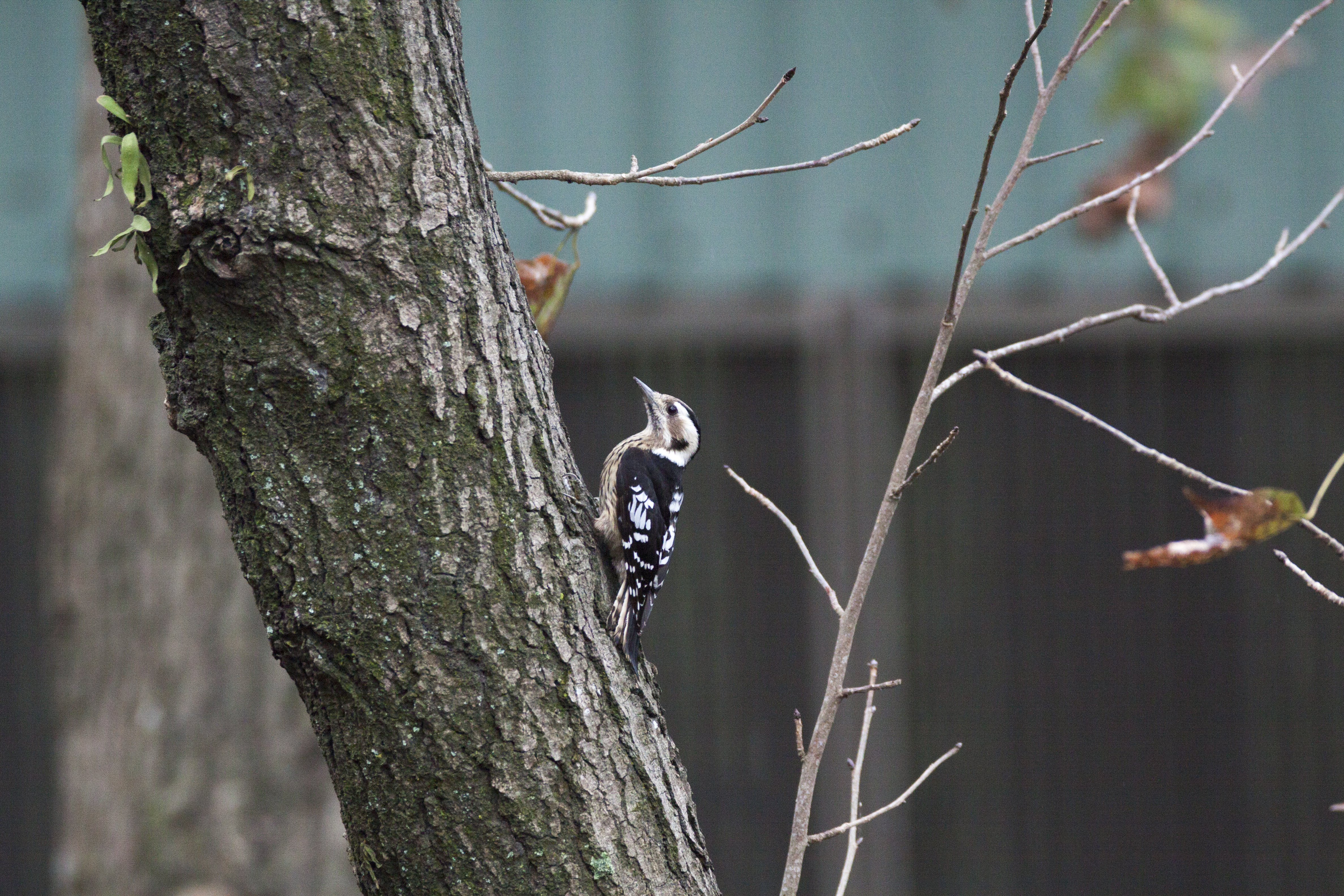
تصویری از دارکوب کوتوله ژاپنی

دارکوب کوتوله ژاپنی (نام علمی: Yungipicus kizuki) نام یک گونه از زیرخانواده دارکوبیان است.